# ماسيمو فيكدينتي
ماسيمو فيكدينتي (Massimo Ficcadenti) (6 نوفمبر 1967 في فيرمو في إيطاليا – )؛ هو لاعب كرة قدم سابق كان يلعب كلاعب وسط.

## وصلات خارجية
- ماسيمو فيكدينتي على موقع قاعدة بيانات كرة القدم.إي يو (الإنجليزية)
- ماسيمو فيكدينتي على موقع Soccerbase.com (مدرب) (الإنجليزية)
- ماسيمو فيكدينتي على موقع Soccerway.com (الإنجليزية)
- ماسيمو فيكدينتي على موقع عالم كرة القدم.نت (الإنجليزية)

- J.League Data Site (باليابانية)